# Monteiths
Monteiths Brewing co är ett bryggeri på Nya Zeeland. De brygger främst öl men även ale och liknande. Företaget grundades 1868 som Monteiths Phoenix Brewery, men är sedan 2001 en del av DB-bryggerier. Under sin historia har Monteiths köpt upp andra mindre bryggerier. 
Idag ligger bryggeriet i Greymouth, på sydön i Nya Zeeland men brygger även i Auckland och Timaru.